# Vedmedivka, Berezne
Vedmedivka (în ucraineană Ведмедівка) este un sat în comuna Hrușivka din raionul Berezne, regiunea Rivne, Ucraina.

## Demografie
Componența lingvistică a localității Vedmedivka
     Ucraineană (100%)
Conform recensământului din 2001, toată populația localității Vedmedivka era vorbitoare de ucraineană (100%).